# Irma Rapuzzi
Irma Rapuzzi, née le 12 avril 1910 à Cadolive et morte le 4 avril 2018 dans le 11e arrondissement de Marseille,, est une femme politique française.

## Biographie
Née d'une mère morte en couches et d'un mineur — d'origine lombarde — tué en 1914 durant la Première Guerre mondiale, alors qu'elle a 5 ans, elle est élevée par sa tante.

### Engagement syndical et politique
Elle est d'abord conseillère départementale du Syndicat national des instituteurs (SNI) de 1936 à 1937. Elle adhère ensuite, peu avant la guerre, à la CGT et à la SFIO ; elle considère l'engagement politique comme « un témoignage en faveur de ce en quoi on croit ».
Durant la Seconde Guerre mondiale, elle entre en Résistance. Elle est candidate lors des élections législatives de novembre 1946.
Elle sera longtemps une proche amie et un soutien de Gaston Defferre, et notamment son adjointe aux finances à partir de 1947 et sa première adjointe en 1971. Au début des années 1950, elle crée, avec lui, Antoine Andrieux et Charles-Émile Loo, la Société coopérative de manutention (SOCOMA),.
Après les élections municipales de 1983, elle est la doyenne du conseil municipal de Marseille et préside à ce titre sa séance inaugurale.
Elle ne se représente pas aux élections cantonales de 1985, ni aux élections sénatoriales de 1989 ; après 34 ans de mandats, elle est la femme ayant siégé le plus longtemps à la Haute Assemblée (de 1955 à 1989).
Elle siège encore au conseil d'administration de la SOCOMA en juin 2009.
Elle est la marraine de Sylvie Andrieux et une « figure tutélaire » pour Jean-Claude Gaudin, qui lui téléphone régulièrement dans les années 2010,.

## Fonctions et mandats
- 1947-1989 : adjointe au maire de Marseille
- 19 juin 1955 - 1er octobre 1989 : conseillère de la République puis sénatrice des Bouches-du-Rhône.

## Distinctions
- Chevalière de la Légion d'honneur par décret du 14 juillet 1991[13].